# Planfoy
Planfoy is een gemeente in het Franse departement Loire (regio Auvergne-Rhône-Alpes). De plaats maakt deel uit van het arrondissement Saint-Étienne. Planfoy telde op 1 januari 2022 1.072 inwoners.

## Geografie
De oppervlakte van Planfoy bedroeg op 1 januari 2022 12,27 vierkante kilometer; de bevolkingsdichtheid was toen 87,4 inwoners per km².

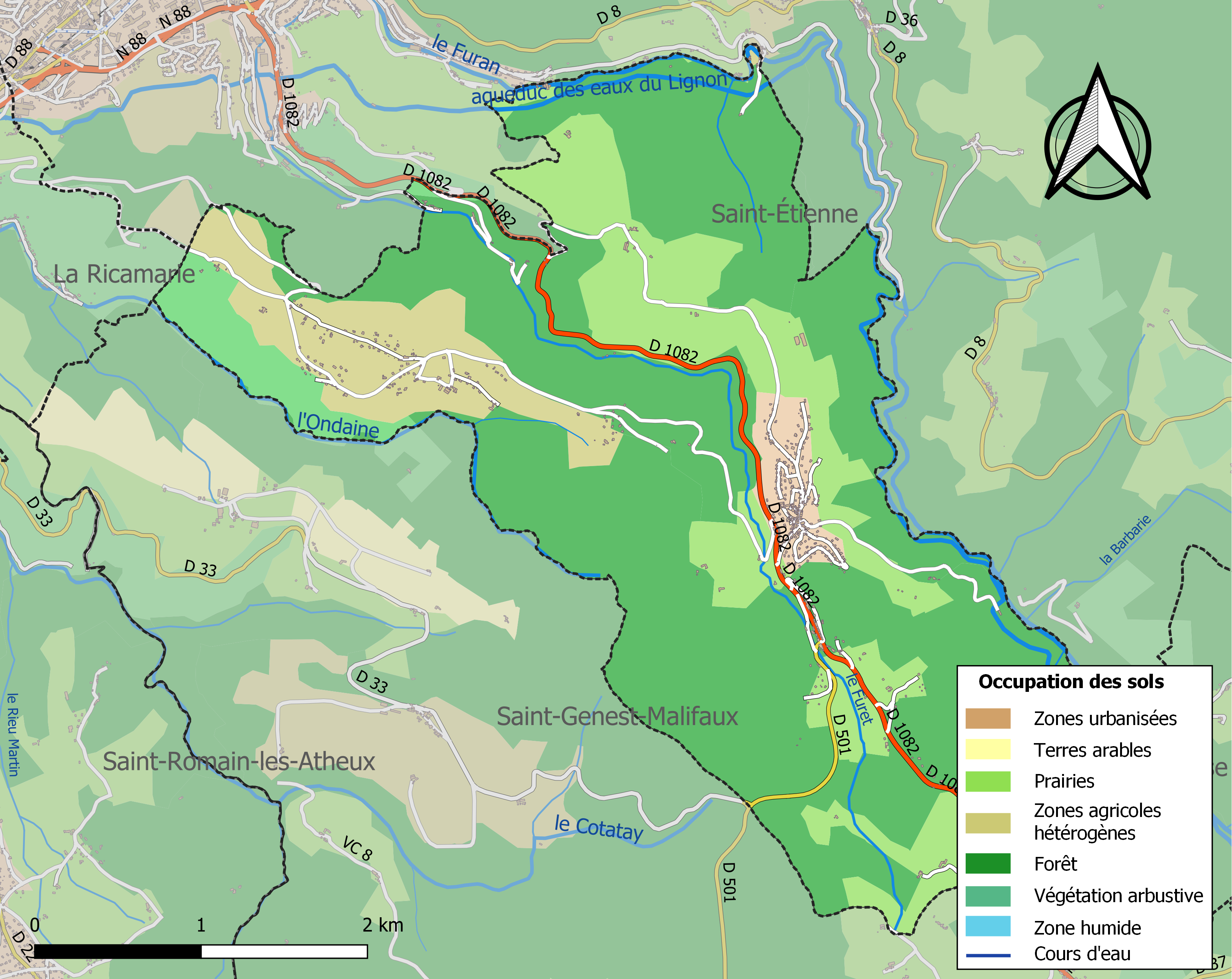
Kaart van de gemeente met de belangrijkste infrastructuur, bodemgebruik en omliggende gemeenten

## Demografie
Onderstaande figuur toont het verloop van het inwonertal (bron: INSEE-tellingen).

## Bekende inwoners
- Schrijver Charles Exbrayat woonde in Planfoy van de jaren 60 tot kort voor zijn dood eind jaren 80.